# Natalia Jakowenko
Natalia Mykołajiwna Jakowenko, ukr. Наталя Миколаївна Яковенко (ur. 16 października 1942 w Apreliwce w rejonie bobrynieckim) – ukraińska historyczka.

## Życiorys
W 1967 ukończyła filologię klasyczną na Uniwersytecie Lwowskim i rozpoczęła pracę jako archiwistka. Od 1991 jest docentem, pracuje w Instytucie Ukraińskiej Archiwistyki i Źródłoznawstwa Narodowej Akademii Nauk Ukrainy w Kijowie. Od 1994 doktor nauk historycznych. Obecnie jest profesorem Akademii Kijowsko-Mohylańskiej w Kijowie. Jej zainteresowania naukowe dotyczą dziejów Ukrainy epoki nowożytnej.
Jest autorką ponad 160 prac. Jej książka Historia Ukrainy od czasów najdawniejszych do końca XVIII wieku zdobyła Nagrodę „Przeglądu Wschodniego”.

## Wybrane publikacje w języku polskim
- Posłowie województw wołyńskiego, kijowskiego i bracławskiego na sejmach Rzeczypospolitej w końcu XVI i w pierwszej połowie XVII w. (próba portretu zbiorowego) [w:] Społeczeństwo obywatelskie i jego reprezentacja (1493-1993), pod red. nauk. Juliusza Bardacha przy współudziale Wandy Sudnik, Warszawa: Wydawnictwo Sejmowe 1995, s. 88-93.
- Historia Ukrainy od czasów najdawniejszych do końca XVIII wieku, przeł. Ola Hnatiuk i Katarzyna Kotyńska, Lublin: Instytut Europy Środkowo-Wschodniej 2000, ISBN 83-85854-54-1
- Między sobą. Szkice historyczne polsko-ukraińskie, pod red. Teresy Chynczewskiej-Hennel i Natalii Jakowenko, Lublin: Instytut Europy Środkowo-Wschodniej 2000.
- Druga strona lustra. Z historii wyobrażeń i idei na Ukrainie XVI–XVII wieku, przeł. Katarzyna Kotyńska, Warszawa: Wydawnictwo Uniwersytetu Warszawskiego 2010, ISBN 978-83-235-0677-5
- Historia Ukrainy do 1795 roku, przeł. Anna Babiak-Owad, Katarzyna Kotyńska, Warszawa: Wydawnictwo Naukowe PWN 2011, ISBN 978-83-01-16763-9